# Доходный дом А. Д. Сидамона-Эристова
Доходный дом А. Д. Сидамона-Эристова — здание в центре Москвы у Патриарших прудов (Малая Бронная ул., д. 31/13). Построено в 1910—1911 годах в неоклассическом стиле по проекту архитектора В. А. Величкина. Имеет статус объекта культурного наследия регионального значения.

## История

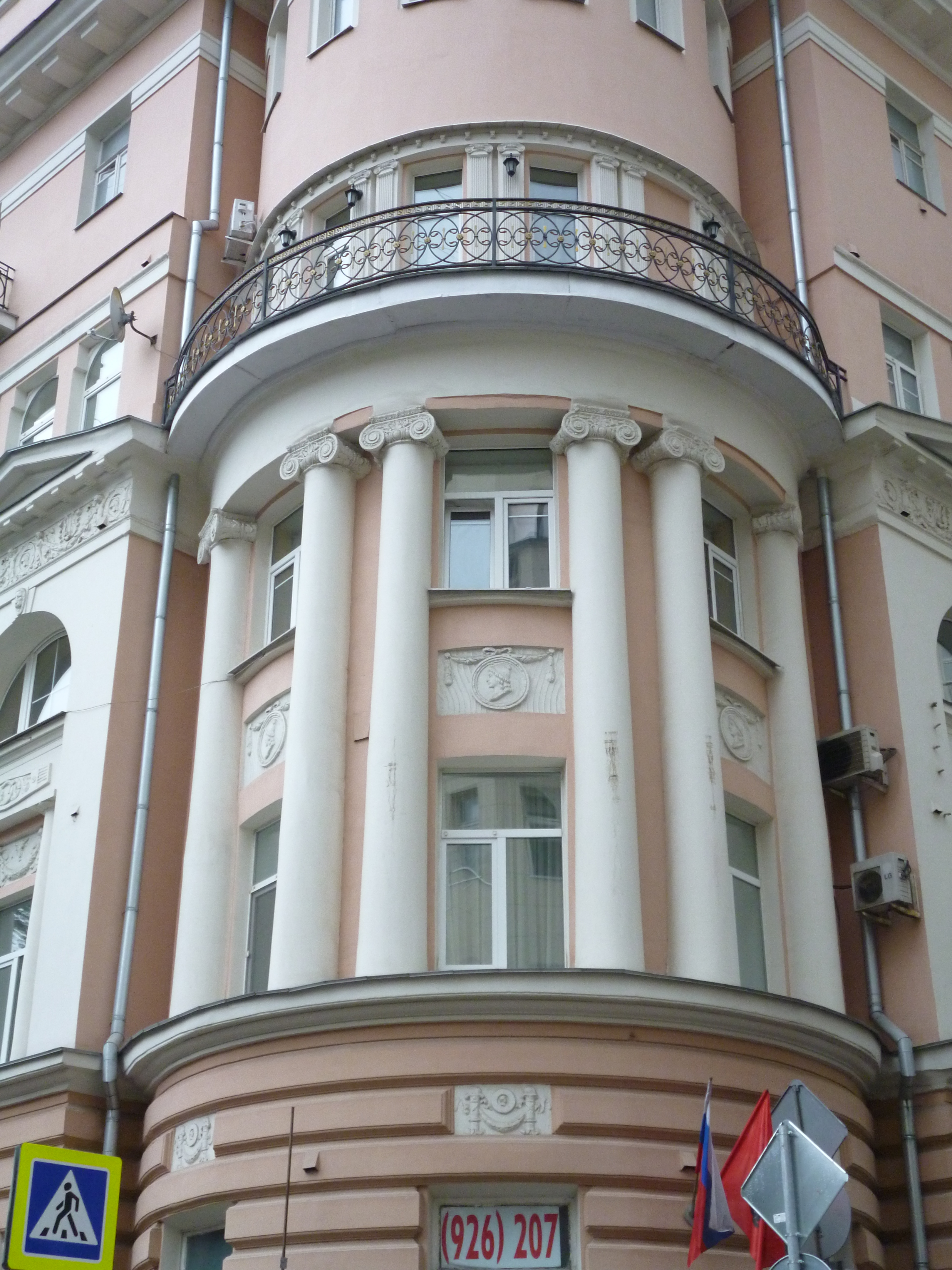
Угловая часть

Доходный дом на Малой Бронной был построен 1910—1911 годах по заказу грузинского князя Александра Дмитриевича Сидамон-Эристова (1863—1924) для сдачи квартир в наём. Автором проекта был известный петербургский архитектор Виктор Андреевич Величкин.
В 1930-х годах дом перешёл в ведение Министерства обороны СССР. Квартиры в нём выдавались видным советским военачальникам. В 1939 году дом был надстроен двумя этажами. В 1947 году с запада архитектором Смирновым в схожем стиле была пристроена ещё одна секция, позднее общий объём надстроили ещё одним этажом.
К началу XXI века дом остаётся жилым. Здесь жил артист эстрады Н. П. Смирнов-Сокольский, на доме имеется мемориальная доска (2009).

## Архитектура
Шестиэтажный дом Г-образной формы расположен на пересечении Малой Бронной улицы и Ермолаевского переулка. Дом декорирован в неоклассическом стиле. Уличные фасады симметричны относительно полуротондальной угловой части, являющейся композиционным центром здания. Второй и третий этажи объединены спаренными полуколоннами с ионическими капителями. На полуколоннах угловой части покоится гладкий антаблемент, над которым полукруглый опоясывающий балкон. В простенках между окнами второго и третьего этажа размещены лепные барельефы, стилизованные под античные. Уличные фасады отделаны штукатуркой, первый этаж рустован. Дверные проёмы завершены полуциркульными нишами. Этажи с четвёртого по шестой имеют более скромный декор, дворовые фасады декора почти не имеют.